# فیان پاول
فیان پاول (Fiann Paul) (متولد ۱۵ اوت ۱۹۸۰)، کاوشگر، ورزشکار، هنرمند، سخنران و روان‌شناس تحلیلی اهل ایسلند است. او رکورد-شکن‌ترین کاوشگر جهان بوده و دارنده بیشترین رکوردهای عملکرد-محور کتاب گینس در جهان است که در تاریخ در یک رشته ورزشی به ثبت رسیده‌است (در مجموع ۴۱/۳۳ عملکرد-محور)، او تا ۲۰۲۰ میلادی از نظر رتبه‌بندی بالاتر از راجر فدرر (حداکثر و فعلی ۳۶/۲۷) و مایکل فلپس (حداکثر ۲۶/۲۴، فعلی ۲۱/۱۹) قرار داشت.
فیان به عنوان سریع‌ترین قایق‌ران روئینگ-در-اقیانوس (۲۰۱۶)‏ و رکورد-شکن‌ترین قایق‌ران روئینگ-در-اقیانوس (۲۰۱۷)‏ شناخته می‌شود. تا ۲۰۲۰ میلادی، او نخستین و تنها فردی بود که گرنداسلم اقیانوس کاوشگران را تکمیل نمود (عبور از آب‌های باز در هر کدام از پنج اقیانوس با استفاده از قایق‌های که توسط نیروی انسانی حرکت می‌کند). برای مقایسه، حدود ۷۰ نفر گرند اسلم زمینی کاوشگران را تکمیل نموده‌اند.
فیان بیشتر افتخارات بلند در تاریخ روئینگ-در-اقیانوس را از آن خود کرده‌است، از جمله داشتن بیشترین تعداد عناوین عملکرد-محور «نخست در دنیا» در کتاب گنیس (به‌طور مجموعی ۱۴ عنوان که از بیش از راینولد مسنر است، کسی که تا ۲۰۲۰ میلادی در مجموعه ۹ رکورد داشت). این عناوین که به «اولین‌های دنیا» نیز معروف است، معمولاً توسط کتاب رکوردهای گنیس برای دستاوردهای بی‌پیشینه مانند «نخستین فردی که در ۵ اقیانوس پارو زد» و «نخستین فردی کسی که رکورد دار فعلی سرعت در تمامی ۴ اقیانوس است» اعطاء می‌گردد. فیان چندین رکورد «نخست در دنیا» برای جهان‌گردی قطبی نیز دارد، مانند نخستین فردی که در شدیدترین دریاهای بزرگ مناطق قطبی هر دو قطب زمین پارو زده‌است.
او ناخدای رکوردشکن‌ترین سفر اکتشافی در تاریخ بود که رکورد سریع‌ترین قایق در تاریخ ورزش روئینگ-در-اقیانوس و رکورد سرعت کلی عبور از هر هریک از اقیانوس‌ها را زد. تا ۲۰۲۰ میلادی، در سفر اکتشافی به آب‌های باز مناطق قطبی هر دو قطب، او ناخدای تنها سه قایقی بود که توسط نیروی انسانی حرکت می‌کرد و توانست این چالش را تکمیل نماید.
دستاوردهای فیان نقش بزرگی در تبدیل شدن ایسلند به کشوری شد که در عرصه ورزشی دارای بیشترین تعداد رکوردهای جهانی گنیس به‌طور سرانه است. از سال ۲۰۱۷ به بعد، رکوردهای وی قسمت بزرگی از مجموع رکوردهای جهانی گنیس کشور ایسلند در بخش ورزش را تشکیل می‌دهد (تا ۲۰۲۰ میلادی، ۷۰ در صد).
فیان در حوزه‌های هنر و روان‌شناسی نیز فعال بوده و توجه مردم را به عنوان کسی که به‌طور منحصر به فرد حوزه‌های مختلف را باهم ترکیب می‌کند، جلب نموده‌است.

## ورزش

### رکوردهای سرعت
فیان از تمامی پنج اقیانوس در یک قایق پارویی بدون موتور متکی نیروی انسانی، با سرعت رکوردشکن عبور نموده و رکورد سرعت کلی در اقیانوس‌های اطلس، هند، آرام و اقیانوس منجمد شمالی را به‌نام خود ثبت کرد (او تنها کسی بود که از اقیانوس منجمد شمالی توسط قایق پارویی متکی به نیروی انسانی، عبور نمود و به دلیل اینکه هیچ رقیبی نبود، تقاضای برای ثبت سرعت نیز صورت نگرفت).

#### ۲۰۱۱ میلادی
در ۲۰۱۱ میلادی، فیان با قایق سارا جی (Sara G) پارو زد که در نتیجه این قایق عنوان «سریع‌ترین قایق در تاریخ روئینگ-در-اقیانوس» را کسب نمود، رکورد سرعت کلی در اقیانوس اطلس را به نام خود ثبت کرده و جایزه نوار آبی (Blue Riband Trophy) روئینگ-در-اقیانوس را کسب نمود. این مسیر، The Atlantic Trade Winds I، رقابتی‌ترین مسیر روئینگ-در-اقیانوس است که اسطوره‌های چون جیمز کراکنل مفتخر به نشان امپراتوری بریتانیا و ورزشکاران پایداری چون مارک بیومونت مفتخر به مدال امپراتوری بریتانیا در آن مسیر به رقابت پرداخته‌اند.

#### ۲۰۱۴ میلادی، دو اقیانوس
در ۲۰۱۴ میلادی، فیان به نخستین فردی مبدل شد که به‌طور همزمان رکورد سرعت کلی برای سریع‌ترین روئینگ در دو اقیانوس (اطلس و هند) را به‌نام خود ثبت کرد. فیان در حل حرفه خود، چهار پارو را شکست. سه پارو بر اثر طوفان‌های دریایی شکسته شده و چهارمی در جریان یک عملیات نجات در اقیانوس هند هنگامی که او سوار بر قایق آوالون بود درهم شکست، این اتفاق زمانی رخ داد که یک نفت‌کش، رودخانه‌ی نوردیک، برای نجات یکی از اعضای مجروح تیم به ناحیه رسید اما به‌طور مصیبت‌باری شروع به کش کردن این قایق کوچک به سمت پروانه خود نمود و تا پنج برابر ارتفاع قایق، آن را به سمت خود کشید. پارو هنگامی که فیان تلاش می‌کرد تا قایق قایقرانها را از کشتی نفت‌کش دور نماید در دست او خرد شد و پس از اینکه ملوانان با نفت‌کش تماس گرفته و کشتی انجین خود را به موقع خاموش نمود، جان ملوانان از تصادم نجات پیدا کرد.
در یک تصادم دیگر، این بار با نهنگ آبی، کیبل مهم فرمان شکست و ملوانان را مجبور کرد تا به‌طور دستی قایق را هدایت نمایند، کاری که عرشه قایق روئینگ را تنها برای دو قایق‌ران در هر شفت تقلیل داد؛ نصف آنچه طراحی شده بود. پس از عبور از یک توفند با وجود جراحت‌های بادوام، در نهایت تعداد ملوانان به‌طور کلی به ۳ قایق‌ران (۱٫۵ در هر شفت) تقلیل یافت و آنها مجبور بودند، قایق سنگین ۲-تنی که طبق طراحی مستلزم نیروی ۸ قایق‌ران بود را حرکت دهند. ملوانان که تعداد آنها ناکامل بود، مجبور بودند در شفت‌های ۲ ساعت و ۴۰ دقیقه حرکت و ۱ ساعت و ۲۰ دقیقه استراحت، به عوض شفت معیاری ۲ ساعت حرکت و ۲ ساعت توقف، حرکت نمایند تا مسیر خود را طی نموده بتوانند. این چالش طاقت‌فرسا باعث دلیریوم بادوام ملوانان شد که به دلیل خستگی مفرط و کم‌خوابی، برای چندین روز دوام داشت.

#### ۲۰۱۶ میلادی، ۳ اقیانوس
در ۲۰۱۶ میلادی، فیان به نخستین قایق‌ران روئینگ مبدل شد که رکورد سرعت کلی در سه اقیانوس (اطلس، هند، میان-اطلسی) را ثبت نموده و تنها قایق‌ران روئینگ بود که هر سه رکورد را به‌طور همزمان در اختیار داشت. پس از کسب این دستاورد، رکوردهای جهانی گنیس عنوان «نخستین فردی که به‌طور همزمان دارنده رکورد سرعت کلی روئینگ-در-اقیانوس در هر سه اقیانوس است» را به او اعطاء نمود که یکی از بلندترین افتخارات در تاریخ روئینگ-در-اقیانوس است.

#### ۲۰۱۷، ۴ اقیانوس
در ۲۰۱۷ میلادی، او با قایق‌رانی در اقیانوس منجمد شمالی، به نخستین فردی مبدل شد که در تمامی ۴ اقیانوس قایق‌رانی نموده‌است و دارنده رکورد سرعت کلی در اقیانوس منجمد شمالی شد.
جهت دریافت مجوزی برای قایق‌رانی تا سوالبار، فیان ملزم بود تا به حاکم سوالبار درخواست داده و یک ارزیابی از شانس‌ها و توانایی تیم برای نایل شدن به این سفر اکتشافی را معرفی نماید. فیان میانگین سرعت این سفر دریایی را ۲٫۷ گره (یکای سرعت) پیش‌بینی کرد. نماینده حاکم سوالبار این ادعا را بلوف خواند، چون تا آن زمان رکورد سرعت کلی روئینگ در اقیانوس منجمد شمالی ۰٫۷ گره و میانگین سرعت قایق‌های بادبانی کوچک ۴ گره بود. از این‌رو، آنها روی بالاترین بیمه ممکن را درخواست نمودند که به بزرگترین قلم بودجه این سفر اکتشافی مبدل شد. صحت زمان تخمینی رسیدن (ETA) که فیان اعلام نموده بود ۴ ساعت تفاوت کرد. طبق برنامه، قایق‌ران‌ها بدون هیچ درد سری از جذر و مد ۱۰۸ کیلومتری در امتداد آبدره ایسفیوردن پس از لونگ‌یربین استفاده کردند.
قایق‌رانی قطبی یکم (Polar Row I) بزرگترین درهم‌کوبی رکورد در تاریخ روئینگ-در-اقیانوس بود: رکورد موجود روئینگ در اقیانوس منجمد شمالی با افزایش ۳٫۵ برابر سرعت شکسته شد، علی‌رغم اینکه تیم قایق‌رانی قطبی یکم ۶۰ درصد اوقات با بادهای مخالف مبارزه می‌کردند. فیان اظهار داشت، بادهای مخالفی که ما با آن مواجه بودیم «تصدیقی از عملکرد متکی بر نیروی انسانی ما» بود. پس از این دستاورد او عناوین «نخستین فردی که در هر ۴ اقیانوس قایقرانی نموده‌است» و «نخستین فردی رکورددار فعلی سرعت کلی در هر ۴ اقیانوس است» در کتاب رکوردهای جهانی گنیس را کسب کرد.